# Римський театр у Вероні
Ри́мський теа́тр (італ. Teatro Romano) — давньоримський театр у м. Верона (Італія). Збудований приблизно у 25 році н. е. і вважається одним із найперших театрів кам'яної кладки. Розташований на схилі пагорба Кастель Сан-П'єтро, колишнього центру римського поселення. Поруч театру нині розташували Археологічний музей Верони.

## Історія
Первісно театр розташовувався між двома мостами: Понте П'єтра (Кам'яним мостом) та мостом Постуміус, котрий був продовженням Постумієвої дороги. Поряд з ним був невеликий критий театр для репетицій і зимових вистав. Руїни цього театру — під сусідніми будинками. Коли міст Постуміус обвалився, частина римського театру була зруйнована. 
В одному лангобардському едикті мешканцям міста пропонували вивозити звідси будівельні матеріали і не копати нові кар'єри. Інші руйнування були завдані землетрусами та повенями. На вивільненій земельній ділянці вибудували навіть приватні будинки, монастир та церкву.
У XIX столітті Андреа Монга, пристрастний прихильник археології, придбав понад 30 будинків і поруйнував їх, аби розкопати давньоримський театр. Залишились церква Св. Сіро і Лібери та монастир єзуїтів, де розташували музей. У 1904 році муніципалітет придбав усю цю ділянку і реставрація продовжувалась під керівництвом архітектора Антоніо Авена, яка дала можливість перевезти сюди археологічний музей міста.

## Опис

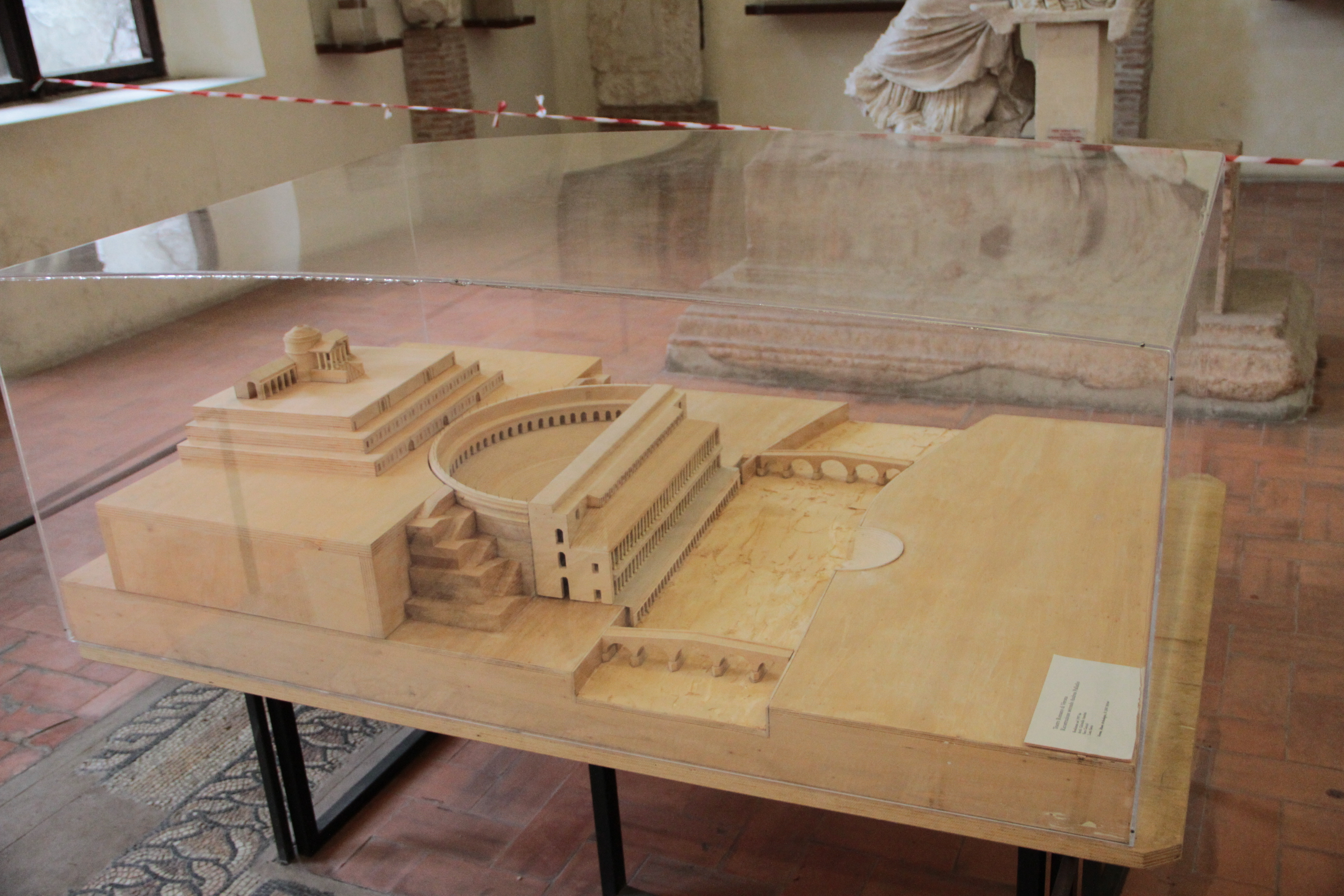
Модель театру, Археологічний музей

Висота театру сягає 50 м, ширина — 150 м і глибина — 107 м; він є одним із найбільших комплексів у Північній Італії. Театр був збудований із туфа.
Сцена театру майже повністю зруйнована, окрім бічних їх частин. На лівій стороні уламки мармурових статуй і свинцеві труби, що були знайдені у руїнах мосту Постуміус. Під сценою була яма; перед сценою — напівкругле місце для оркестру, руїни підлоги якої досі збереглися. Напівкруглі місця для глядачів включали в себе трибуни із білого мармуру і поділялися на 5 вертикальних і 3 горизонтальні сектори. 
Під першим рядом сходів створена кам'яна канава для відводу дощової води, котра зливалась в р. Адідже.  Центральна частина збудована на схилі пагорбу, а бічні частини стояли на радіальних стінах із бондарними (циліндричними) склепіннями, де облаштували також вхідні сходи. Центральну частину прикрашали критий портик і галерея, на арках якої збереглися написи із прізвищами заможних родин, які допомогли побудувати театр на власний кошт: серед прізвищ родина Гаві. 
У давньоримську епоху було також декілька терас. Місце нижньої тераси зараз займає монастир XV століття. На місці стародавнього храму австрійці збудували казарму.